# جیمز چهارم
جیمز چهارم (به انگلیسی: James IV of Scotland)، از یازدهم ژوئن ۱۴۸۸ تا پایان زندگی (۹ سپتامبر ۱۵۱۳) پادشاه اسکاتلند بود. با آن‌که در مجموع از او به عنوان موفق‌ترین پادشاه دودمان استوارت پادشاهی اسکاتلند یاد شده، فاجعهٔ شکست و کشته شدن او در نبرد فلادن با سپاهیان انگلستان در ۹ سپتامبر ۱۵۱۳ او را به آخرین پادشاه اسکاتلند تبدیل کرد. در تاریخ بریتانیا از جیمز چهارم به عنوان آخرین پادشاه بریتانیایی که در میدان نبرد کشته شد، یاد می‌شود.